# Hoplodrina taraxaci
Hoplodrina taraxaci är en fjärilsart som beskrevs av Jacob Hübner 1802. Hoplodrina taraxaci ingår i släktet Hoplodrina och familjen nattflyn. Inga underarter finns listade i Catalogue of Life.